# Suhaag (film, 1994)
Suhaag (français : Mari) est un  film indien réalisé par Kuku Kohli, sorti le 4 novembre 1994.
Le film met en vedette Ajay Devgan, Akshay Kumar, Karishma Kapoor et Nagma.
Suhaag a été un succès au box office indien[réf. souhaitée].

## Synopsis
Ajay Sharma et Raj qui sont les meilleurs amis qui étudient dans le même collège. Madhu et Pooja sont leurs petites amies respectives. Raj vient d’une famille riche. Il reste avec son oncle comme son père vit dans une autre ville. Raj traite la mère d’Ajay comme sa propre mère et ils partagent une relation fraternelle.

## Fiche technique
- Réalisation : Kuku Kohli
- Date de sortie :  4 novembre 1994

## Distribution
- Ajay Devgan : Ajay Sharma
- Karisma Kapoor : Pooja
- Nagma (en) : Madhu
- Akshay Kumar : Raj Sinha
- Gufi Paintal (en) : Oncle de Raj
- Dalip Tahil : Père de Raj
- Aruna Irani : Mère de Raj